# Vander Iacovino
Vander Iacovino (San Paolo, 25 settembre 1965) è un allenatore di calcio a 5 ed ex giocatore di calcio a 5 brasiliano, allenatore del BF Magnus.
Con la nazionale brasiliana è stato campione del mondo nel 1992 e nel 1996.

## Carriera
Utilizzato nel ruolo di esterno, Vander ha giocato in alcune delle migliori squadre brasiliane come Corinthians, San Paolo, Sumov, Banfort e Inpacel. Ha partecipato alla spedizione brasiliana al FIFA Futsal World Championship 1992 in cui i verdeoro si sono confermati campioni del mondo. Si tratta della prima rassegna mondiale disputata dal giocatore brasiliano, designato capitano per l'occasione, che ha partecipato alla seleção anche quattro anni dopo, quando il Brasile in Spagna ha battuto i padroni di casa vincendo il terzo titolo iridato.
Al campionato del mondo 2000 Vander ha smesso i panni del giocatore per vestire quelli del commissario tecnico nella sfortunata spedizione guatemalteca; sotto la sua guida il Brasile giunge alla finale in cui viene sconfitto per 4-3 dalla Spagna.

## Palmarès
- Campionato mondiale: 2
1992, 1996